# Geliefert
Geliefert ist ein Fernseh-Filmdrama von Jan Fehse. Es wurde am 5. Juli 2021 beim Filmfest München erstaufgeführt.

## Handlung
Volker ist alleinerziehender Vater des 16-jährigen Benny und arbeitet als Paketzusteller. Sein gutes Herz erschwert ihm diese Arbeit, da er für seine Paketempfänger noch eine Art guten Engel spielt und beispielsweise kleine Handgriffe übernimmt. So braucht er oftmals 12 bis 13 Stunden für eine Tour. Als Ausgleich trainiert er ehrenamtlich eine erfolglose Fußballjugendmannschaft. Er war früher professioneller Trainer, wurde jedoch nach einem schweren Ausrutscher entlassen. Volkers jetziger Job ist so schlecht bezahlt, dass er und Benny sich kaum das Nötigste leisten können.
Als von Bennys Schule eine Mitteilung kommt, dass der Abschluss wegen seiner mangelhaften Leistungen gefährdet ist, schließt Volker mit ihm ein Abkommen: Wenn Benny sich in der Schule verbessert, kratzt Volker die 350 Euro für die geplante Abschlussfahrt zusammen. Dafür nimmt er einen schwarzen Zweitjob an, den er parallel zur Pakettour erledigen kann.
Benny jedoch lässt weiterhin die Schule schleifen und feiert lieber mit Freunden laute Partys. Dafür stiehlt er an der Tankstelle Spirituosen, was zu einer harten Konfrontation mit seinem Vater und erneuter Trotzreaktion führt. Volker gerät auch in eine Pechsträhne: Er wird mit heftig überhöhter Geschwindigkeit geblitzt und muss mit Fahrverbot rechnen, man stiehlt ihm Pakete aus seinem Lieferwagen, später stiehlt er selbst Bargeld aus der Wohnung der verstorbenen Frau Stolte, einer Paketempfängerin, obwohl er sich dafür heftig schämt. Seine Laune wird immer schlechter, sowohl gegenüber Benny als auch gegenüber seinen Paketempfängern und seiner Fußballmannschaft.
Als Benny eines Abends beim Spaziergang mit seiner Freundin Sandy beobachtet, wie sein Vater das Gemüse fürs Abendessen aus dem Müllcontainer eines Supermarktes holt, ist er so angewidert, dass er auszieht, um wieder bei seiner bis vor kurzem noch alkoholabhängigen Mutter zu leben. Benny hängt eine Zeitlang völlig durch und meldet sich nicht einmal dann bei seinem Vater, als er erfährt, dass dieser nach einem Arbeitsunfall im Krankenhaus liegt.
Als Volkers Chef in der Paketfirma von der schwarzen Nebentätigkeit erfährt und ihm fristlos kündigt, steht Volker vor dem Nichts. Als Neuanfang pachtet er das heruntergekommene Vereinsheim seines Fußballvereins, um es wieder in Schuss zu bringen. Da erscheint Benny nach dem Training. Er hat sich offenbar gefangen und verspricht, sich jetzt wieder öfter blicken zu lassen, da er das letzte Schuljahr ohnehin wiederholen müsse.

## Produktion
Regie führte Jan Fehse, der auch das Drehbuch schrieb. Bjarne Mädel spielt in der Hauptrolle Volker, Nick Julius Schuck seinen Sohn Benny.
Die Filmproduktionsgesellschaft war die Münchner TV 60 Filmproduktion GmbH im Auftrag der Geldgeber von Arte und Bayerischem Rundfunk. Die Dreharbeiten fanden im Juli und August 2020 in München und Regensburg statt. Als Kameramann fungierte Michael Wiesweg.
Die Premiere hatte der Film am 5. Juli 2021 beim Filmfest München. Auf Arte wurde der Film am 27. August 2021 erstmals im bundesweiten Fernsehen gesendet.

## Rezeption
Der Film wurde von den Kritikern durchgängig positiv aufgenommen.
Thomas Klingenmaier von den Stuttgarter Nachrichten führt an, dass Mädel noch nie so überzeugend alt, angeschlagen, abgekämpft und verkantet gewirkt habe wie als Volker und ergänzt, dass die Figur überzeuge und rühre, ohne einen an der Gurgel zu packen, um Mitleid aus einem herauszuschütteln.
Heike Hupertz in der faz.net lobt die Arbeit des Regisseurs und Autors Jan Fehse als eine gelungene Verbindung eines Mädel-typischen Charakterporträts mit einem Sozialdrama, das die Strukturen ausbeuterischer Beschäftigung im Paketdienstleistergewerbe szenisch freilege.
Auf taz.de hält Volkan Agar den Film für sehenswert, weil Mädel es schaffe, auf würdevolle Weise laut über die Schwierigkeiten von Volker nachzudenken, ohne dass das sozialvoyeuristisch oder pädagogisch rüberkomme.

## Auszeichnungen
Fernsehfilmfestival Baden-Baden 2021
- Nominierung für den Fernsehfilmpreis der Deutschen Akademie der Darstellenden Künste
- Nominierung für den 3sat-Publikumspreis[8]

Festival des deutschen Films 2021
- Nominierung für den Rheingold-Publikumspreis[9]

Grimme-Preis 2022
- Nominierung in der Kategorie Fiktion
- Auszeichnung als Bester Darsteller in der Kategorie Fiktion (Bjarne Mädel)[10]